# Trick or Treat (filme)
Trick or Treat é um filme americano de 1986 dirigido por Charles Martin Smith com trilha sonora de Christopher Young e da banda Fastway.